# Taxilejeunea
Taxilejeunea là một chi rêu trong họ Lejeuneaceae.